# Bangiales
Bangiales Nägeli, 1847, segundo o sistema de classificação de Hwan Su Yoon et al. (2006), é o nome botânico de uma ordem de algas vermelhas pluricelulares da classe Bangiophyceae.
- Esta ordem foi referendada no sistema de classificação sintetizado de R.E. Lee (2008).

## Táxons inferiores
Família: Bangiaceae Engler, 1892.
Gêneros: Dione, Minerva, Bangia, Pseudobangia, Porphyra.